# Kyukyoryuchi-Daimarumae (métro municipal de Kobe)
Kyukyoryuchi-Daimarumae (旧居留地・大丸前駅, Kyūkyoryūchi-Daimarumae-eki) est une station de la ligne Kaigan du métro municipal de Kobe. Elle est située dans l'arrondissement Chūō-ku de Kobe, dans la préfecture de Hyōgo au Japon.
Mise en service en 2001, elle est desservie par les rames de la ligne Kaigan (bleue).

## Situation sur le réseau

Plan du métro.

Établie en souterrain, Kyukyoryuchi-Daimarumae est une station de passage de la ligne Kaigan (bleue) du métro municipal de Kobe. Elle est située entre la station Sannomiya-Hanadokeimae, terminus sud, et la station Minato Motomachi, en direction du terminus nord Shin-Nagata.
Elle dispose d'un quai central encadré par les deux voies de la ligne.

## Histoire
La station Kyukyoryuchi-Daimarumae est mise en service le 7 juillet 2001, lorsque le Bureau des transports municipaux de Kobe ouvre à l'exploitation les 7,9 kilomètres de la ligne Kaigan, entre Sannomiya-Hanadokeimae et  Shin-Nagata.

## À proximité
- Chinatown (Kobe)
- Musée municipal de Kobe
- Kobe Port Tower